# Motown

Motowns logo.

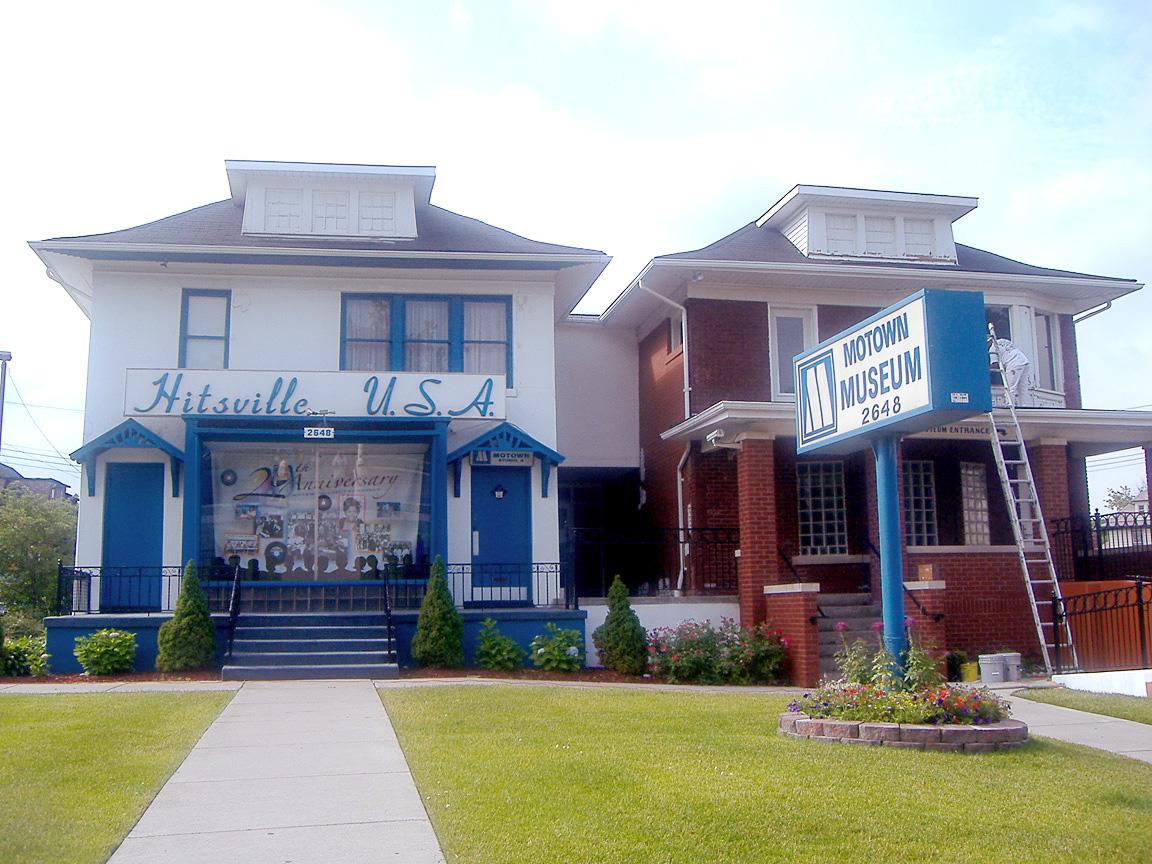
Motown Historical Museum.

Motown är ett amerikanskt skivbolag. Bolaget startades av Berry Gordy som Tamla Records den 12 januari 1959 och bolagiserades som Motown Record Corporation den 14 april 1960 i Detroit, Michigan. Namnet, ett teleskopord, sammanslaget av motor och town (stad), har också blivit ett smeknamn för Detroit. Motown spelade en viktig roll i integrationen av populärmusiken, som ett afroamerikanskt ägt skivbolag som åstadkom betydande framgångar, både bland den afroamerikanska och den vita publiken. På 1960-talet var Motown och dess dotterbolag (däribland Tamla Motown, varumärket som användes utanför USA) de mest framgångsrika marknadsförarna av det som blev känt som Motown-soundet, soulmusik med distinkta popinfluenser. Under 1960-talet uppnådde Motown för ett litet skivbolag spektakulära framgångar, med 79 skivor placerade på topp tio-listan på Billboard Hot 100 mellan 1960 och 1969. Motown var mycket populärt under 1960-talet.

## Historik
Berry Gordy hade tidigare arbetat vid det löpande bandet på Lincoln–Mercury-bilfabriken och han använde samma produktionsmetod som bilföretagen. Motown skapade poplåtar med svarta artister enligt löpandebandprincipen. Företaget grundades i som hade fått låna 800 dollar av sina föräldrar för projektet. Bolaget köpte ett hus på West Grand Boulevard i Detroit, där man hade såväl inspelningsstudio som kontor. Det döptes av Gordy till "Hitsville USA". Namnet Motown kommer från Motor Town – Detroit är en av världens största bilstäder. 
Gordy startade i musikbranschen som låtskrivare. Det var efter att hans "Lonely Teardrops" blivit en hit med Jackie Wilson som han inspirerades att starta ett skivbolag. Den första skivan som spelades in och gavs ut var "Come to me" med Marv Johnson, och skivetiketten hette Tamla. Första Motown-skiva som gick upp till förstaplatsen på den amerikansk Billboardlistan var "Please Mr Postman" med The Marvelettes 1961. I mitten av 1960-talet var Motown det största företag i USA som var helägt av svarta.

## Senare år och betydelse
År 1972 flyttade Gordy hela företaget från Detroit till Kalifornien. År 1993 köptes det av PolyGram och ingår numera i Universal Music.
Motown har betytt mycket för utvecklingen av soulen. Det speciella soundet som skapades av Motown-artisterna kom att bli en musikgenre i sig. Många av artisternas hits skrevs av låtskrivartrion Holland-Dozier-Holland. Bolaget hade också en grupp musiker kallade the Funk Brothers som ackompanjerade på många av inspelningarna.

## Motown-artister

### 1960
- The Temptations
- The Four Tops
- Marvin Gaye
- Barrett Strong
- The Miracles (senare Smokey Robinson & the Miracles)
- Mary Wells
- Eddie Holland
- The Contours
- Shorty Long
- The Marvelettes
- The Supremes (senare Diana Ross & the Supremes)
- Stevie Wonder (originalnamnet var Little Stevie Wonder)
- Jimmy Ruffin
- David Ruffin
- Kim Weston
- Martha and the Vandellas (senare Martha Reeves and the Vandellas)
- Carolyn Crawford
- Brenda Holloway
- The Velvelettes
- Jr. Walker & the All Stars
- Tammi Terrell
- The Monitors
- The Spinners
- The Isley Brothers
- The Elgins
- The Originals
- Gladys Knight & the Pips
- Bobby Taylor & the Vancouvers
- Edwin Starr
- Rare Earth
- The Jackson 5

### 1970
- The Temptations
- Marvin Gaye
- Eddie Kendricks
- David Ruffin
- Smokey Robinson
- Stevie Wonder
- The Commodores
- Rick James
- Michael Jackson
- Syreeta Wright
- Diana Ross
- G.C. Cameron
- Jermaine Jackson
- Thelma Houston

### 1980
- Rick James
- Dazz Band
- Smokey Robinson
- Teena Marie
- Switch
- Ozone
- Bobby Nunn
- Chico DeBarge
- Bobby DeBarge
- DeBarge
- Jermaine Jackson
- Diana Ross
- Rockwell
- Lionel Richie

### 1990
- Johnny Gill
- Shanice
- Today
- Basic Black
- WrecksN Efect
- Boyz II Men
- Tony! Toni! Toné!
- Brian McKnight
- Queen Latifah
- Erykah Badu
- 702
- 98 Degrees
- Debelah Morgan
- Laila Bagge

### 2000–
- Remy Shand
- Damian Marley
- Stephen Marley
- India.Arie
- Her Sanity
- Dave Hollister
- Black Coffey
- Trav and Journalist
- Sharissa
- Trina Broussard
- Dina Rae
- Trick Trick
- Yummy Bingham
- Drake Bell